# 砂川町 (立川市)
砂川町（すながわちょう）は、東京都立川市の町名。現行行政地名は砂川町一丁目から砂川町八丁目。郵便番号は190-0031。

## 地理
立川市北部に位置する。北西は武蔵村山市榎、北は武蔵村山市大南、東は柏町、南は泉町、西は上砂町に隣接する。町内は主に住宅地として利用される。

### 地価
住宅地の地価は2014年（平成26年）1月1日に公表された公示地価によれば砂川町3丁目5番1外の地点で18万6000円/m2となっている。

## 歴史
- 1963年（昭和38年） 北多摩郡砂川町（すながわまち）が立川市へ編入され、立川市砂川町（すながわちょう）となる。
- 1970年（昭和45年） 町名地番整理により、砂川町の一部を分割し、栄町一丁目 - 六丁目を設置。
- 1971年（昭和46年） 町名地番整理により、砂川町の一部を分割し、若葉町一丁目 - 四丁目・幸町一丁目 - 六丁目を設置。
- 1972年（昭和47年） 町名地番整理により、砂川町の一部を分割し、柏町一丁目 - 五丁目を設置。
- 1979年（昭和54年） 町名地番整理により、砂川町の一部に、(新）砂川町一丁目 - 八丁目を設置。
- 1981年（昭和56年） 町名地番整理により、砂川町の一部を分割し、上砂町一丁目 - 七丁目を設置。
- 1982年（昭和57年） 町名地番整理により、砂川町の一部を分割し、一番町一丁目 - 六丁目を設置。
- 1983年（昭和58年） 町名地番整理により、砂川町の一部を分割し、西砂町一丁目 - 七丁目を設置。

【注】砂川町から分割設置された町丁の詳細は省略し、簡略表記とした。
東西に長い（旧）砂川町のほぼ中央、（旧）砂川町役場の周辺が現在の立川市砂川町となっている。
（旧）砂川町役場は合併後、立川市役所砂川支所となったが、2010年に市役所が錦町（旧立川市域。合併後市域では南部）から泉町（旧砂川町域。合併後市域のほぼ中央）へ移転したのに伴い、廃止された。

## 世帯数と人口
2018年（平成30年）1月1日現在の世帯数と人口は以下の通りである。
| 丁目         | 世帯数    | 人口     |
| ------------ | --------- | -------- |
| 砂川町一丁目 | 525世帯   | 1,250人  |
| 砂川町二丁目 | 837世帯   | 2,017人  |
| 砂川町三丁目 | 541世帯   | 1,164人  |
| 砂川町四丁目 | 1,022世帯 | 2,512人  |
| 砂川町五丁目 | 414世帯   | 940人    |
| 砂川町六丁目 | 839世帯   | 1,931人  |
| 砂川町七丁目 | 1,246世帯 | 2,851人  |
| 砂川町八丁目 | 1,862世帯 | 4,147人  |
| 計           | 7,286世帯 | 16,812人 |

## 小・中学校の学区
市立小・中学校に通う場合、学区は以下の通りとなる。
| 丁目         | 番地                            | 小学校               | 中学校                 |
| ------------ | ------------------------------- | -------------------- | ---------------------- |
| 砂川町一丁目 | 1～30番地 57～67番地            | 立川市立第十小学校   | 立川市立立川第六中学校 |
| 砂川町一丁目 | その他                          | 立川市立第九小学校   | 立川市立立川第五中学校 |
| 砂川町二丁目 | 1～64番地                       | 立川市立第九小学校   | 立川市立立川第五中学校 |
| 砂川町二丁目 | その他                          | 立川市立大山小学校   | 立川市立立川第五中学校 |
| 砂川町三丁目 | 26～47番地                      | 立川市立上砂川小学校 | 立川市立立川第五中学校 |
| 砂川町三丁目 | その他                          | 立川市立第九小学校   | 立川市立立川第五中学校 |
| 砂川町四丁目 | 1番地～47番地                   | 立川市立第九小学校   | 立川市立立川第五中学校 |
| 砂川町四丁目 | その他                          | 立川市立上砂川小学校 | 立川市立立川第五中学校 |
| 砂川町五丁目 | 15番地の2〜3 16〜20番地         | 立川市立第九小学校   | 立川市立立川第五中学校 |
| 砂川町五丁目 | その他                          | 立川市立第十小学校   | 立川市立立川第六中学校 |
| 砂川町六丁目 | 1〜3番地 4番地の1～10 5～26番地 | 立川市立第十小学校   | 立川市立立川第六中学校 |
| 砂川町六丁目 | その他                          | 立川市立柏小学校     | 立川市立立川第四中学校 |
| 砂川町七丁目 | 1～3番地 5～39番地 51～55番地   | 立川市立柏小学校     | 立川市立立川第四中学校 |
| 砂川町七丁目 | その他                          | 立川市立上砂川小学校 | 立川市立立川第五中学校 |
| 砂川町八丁目 | 全域                            | 立川市立上砂川小学校 | 立川市立立川第五中学校 |

## 交通
鉄道
- 西武鉄道拝島線が町内を東西に貫いているが、駅はない。
  - 最寄駅は玉川上水駅（立川市幸町六丁目）もしくは武蔵砂川駅（立川市上砂町五丁目）

道路
- 東京都道7号杉並あきる野線（五日市街道）
- 東京都道55号所沢武蔵村山立川線
- 東京都道153号立川昭島線

## 施設
- 砂川学習館（旧北多摩郡砂川町役場→旧立川市役所砂川支所）
- 砂川郵便局
- 立川消防署砂川出張所
- 見影橋保育園
- 見影橋公園
- 砂川公園
- 阿豆佐味天神社 (立川市砂川町)
- 流泉寺